# Mimulosia flavescens
Mimulosia flavescens is een vlinder uit de familie spinneruilen (Erebidae), onderfamilie beervlinders (Arctiinae). De wetenschappelijke naam van de soort is voor het eerst geldig gepubliceerd in 1958 door de Toulgoët.
Deze nachtvlinder komt voor in tropisch Afrika.